# 山梨県道21号河口湖精進線
山梨県道21号河口湖精進線（やまなしけんどう21ごう かわぐちこしょうじせん）は、山梨県南都留郡富士河口湖町を通る県道（主要地方道）である。湖北ビューラインの愛称がある。

## 概要

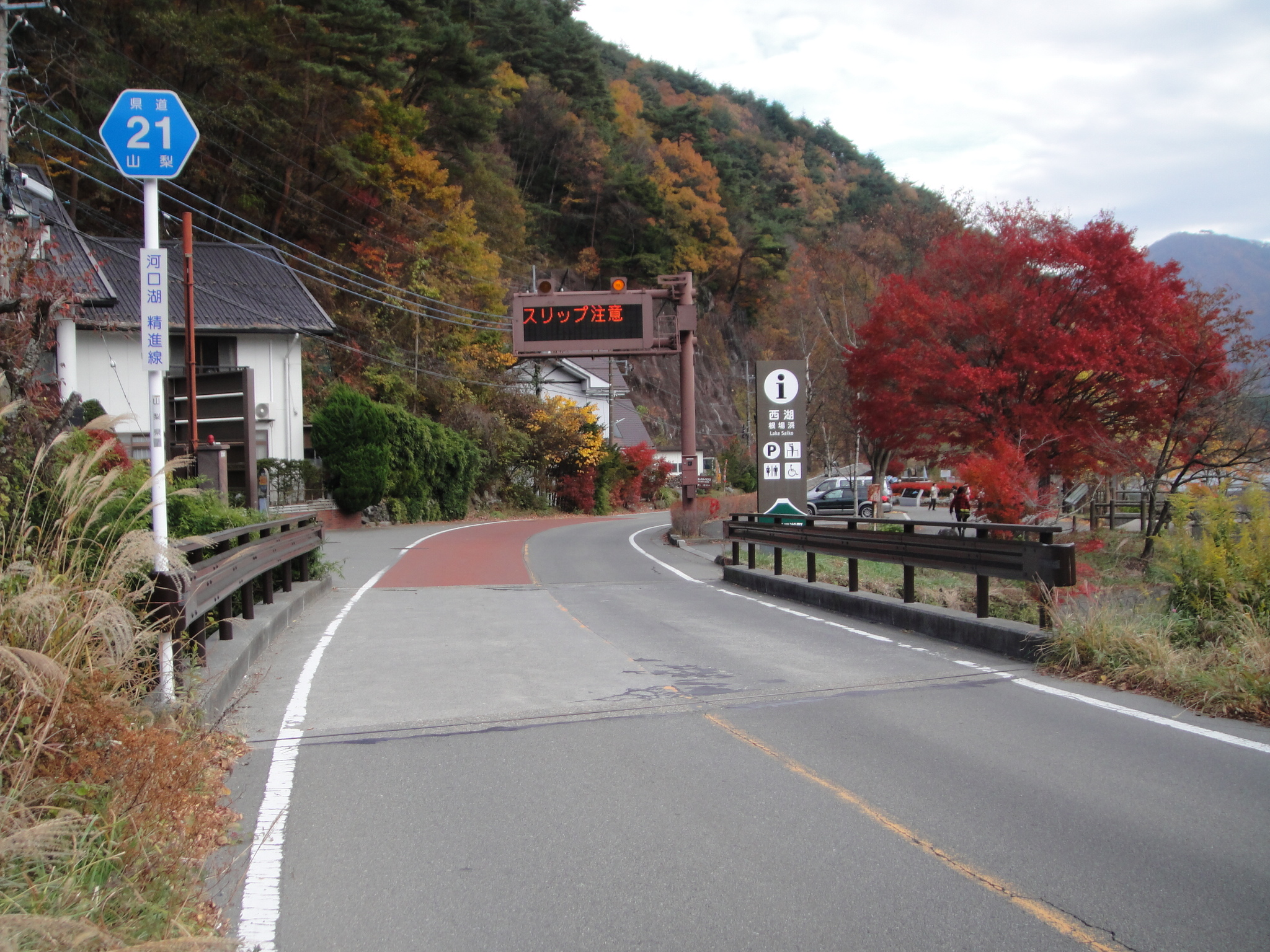
西湖西岸付近より起点方向を撮影

河口湖や西湖といった富士五湖の北部を通る路線である。周辺には別荘などの観光施設が林立している。
かつては河口湖上九一色線であったが、2006年（平成18年）3月2日、市町村合併に伴い路線名が現在の河口湖精進線に変更された。

### 路線データ
- 起点：山梨県南都留郡富士河口湖町河口（国道137号交点）
- 終点：山梨県南都留郡富士河口湖町精進（国道139号交点）
- 延長：約15.5 km

## 歴史
- 1993年（平成5年）5月11日 - 建設省から、県道河口湖上九一色線が河口湖上九一色線として主要地方道に指定される[2]。

## 路線状況

### 重複区間
- 山梨県道710号青木ヶ原船津線（南都留郡富士河口湖町長浜 - 南都留郡富士河口湖町西湖）

## 地理

### 通過する自治体
- 南都留郡富士河口湖町

### 交差する道路

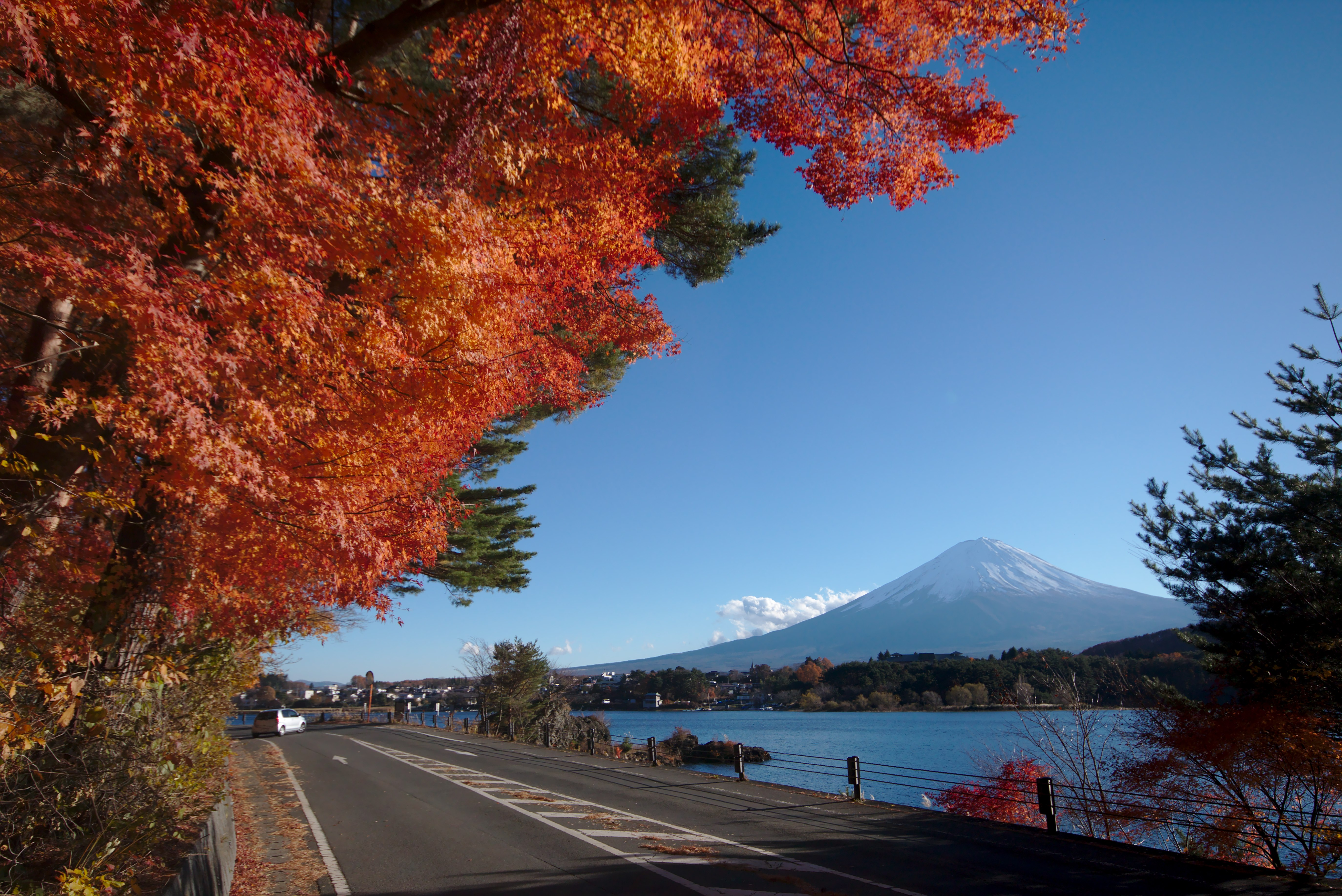
山梨県道21号河口湖精進線

- 国道137号（南都留郡富士河口湖町河口、起点）
- 山梨県道719号富士河口湖芦川線（南都留郡富士河口湖町大石）
- 山梨県道710号青木ヶ原船津線（南都留郡富士河口湖町長浜）
- 山梨県道710号青木ヶ原船津線（南都留郡富士河口湖町西湖）
- 国道139号（南都留郡富士河口湖町精進、終点）

### 沿線にある施設など
- 河口湖
- 富士河口湖町立河口湖北中学校
- 富士河口湖町立大石保育所
- 富士河口湖町立大石小学校
- 西浜簡易郵便局
- 富士河口湖町立西浜小学校
- 富士河口湖町立西浜中学校
- 西湖
- 青木ヶ原樹海

## その他
- 1960年代後半から1970年代にかけ、夜間に行われる学生ラリー競技の走路に組み込まれ利用されることがあったが、当時は県道といえども西湖の西半分は砂利道となっており事故も発生した。1970年11月8日未明には順天堂大学学生のラリーカーが砂利に後輪を取られて湖に転落、次いで後ろを走っていた明治学院大学学生のラリーカーもつられるように転落して2人が水死した。先に落ちて助かった順天堂大学の学生は主催者（二大学で別々で行われていた）のコース設定に疑問を呈しつつも「私たちだけが通る道ではないので、早くカーブの標識やガードレールぐらいをつけてほしい」とのコメントを残している[3]。